# Бюст Ленина (Таганрог)
Бюст Ленина — скульптурное изображение В. И. Ленина, установленное в 1978 году перед зданием Администрации города Таганрога.

## Памятник
Бюст Ленина установлен перед зданием Администрации Города Таганрога (Петровская ул., 73), построенного в 1978 году. Скульптор — Б. А. Пленкин, архитектор — С. Церковников.

## История
17 декабря 2013 года Комитетом архитектуры и градостроительства Таганрога на заседании постоянной комиссии Городской Думы Таганрога по бюджету, налогам и экономической политике депутатам была представлена инициатива главного архитектора Таганрога Ольги Щербаковой по размещению стелы «Город воинской славы» на Петровской улице, перед зданием Администрации Таганрога.
В феврале 2014 года было объявлено, что градостроительный городской совет и главный архитектор Ольга Щербакова приняли предварительное решение о размещении стелы возле здания мэрии. В этой связи судьба бюста Владимиру Ленину осталась под вопросом.
В августе 2014 года таганрожцы были поражены методом, который администрация города применила для ремонта облицовки постамента бюста. Гранитные плиты на постаменте были закреплены канцелярским скотчем.